# کوستا مسا (کالیفرنیا)
کوستا مسا (به انگلیسی: Costa Mesa) شهری در شهرستان اورنج، کالیفرنیا ایالت کالیفرنیا است که در سرشماری سال ۲۰۱۰ میلادی، ۱۰۹۹۶۰ نفر جمعیت داشته‌است.